# Сан Леонардо (Ористано)
Сан Леонардо је насеље у Италији у округу Ористано, региону Сардинија.
Према процени из 2011. у насељу је живело 34 становника. Насеље се налази на надморској висини од 694 м.